# Helicopis nigra
Helicopis nigra är en fjärilsart som beskrevs av Riley 1919. Helicopis nigra ingår i släktet Helicopis och familjen Riodinidae. Inga underarter finns listade i Catalogue of Life.